# Jílovice (okres Hradec Králové)
Obec Jílovice (německy Jillowitz) se nachází v okrese Hradec Králové, kraj Královéhradecký. Žije zde 310 obyvatel.

## Historie
První písemná zmínka o obci pochází z roku 1458.

### Exulanti
V době pobělohorské během slezských válek emigrovaly z náboženských důvodů celé rodiny, a to pod ochranou vojska pruského krále Fridricha II. Velikého. Hromadnou emigraci nekatolíků zpočátku organizoval Jan Liberda a zprostředkoval ji generál Christoph Wilhelm von Kalckstein. Z Jílovic uprchli: Jan Duben, Samuel Grus, Václav Horák a Matěj Kupka.

## Významné osobnosti
- Josef Baše (1850–1899), český evangelický básník.